# Chuck Bittick
Charles Greene Bittick, detto Chuck (El Reno, 2 novembre 1939 – Yorba Linda, 28 aprile 2005), è stato un pallanuotista e nuotatore statunitense.
Come pallanuotista, ha fatto parte della Stati Uniti ai Giochi di Roma 1960, ed ha vinto una medaglia d'argento ai Giochi Panamericani del 1963.
Come nuotatore, ha vinto 2 argenti nei 100 m dorso, rispettivamente nei Giochi panamericani del 1959 e del 1963.
Nel 1979, è stato inserito nella USA Water Polo Hall of Fame.